# Reviews New Age
Reviews New Age (también conocida como RNA) es una de las plataformas musicales en línea más populares del género new age en España y el resto del mundo. Creada, diseñada y coordinada por Alejandro Clavijo, nació con la intención de dar a conocer y promocionar a aquellos artistas que emergen dentro de las nuevas corrientes musicales, alejadas de los estereotipos comerciales.
Aunque la plataforma está centrada en el género new age, también desarrolla otros como la música neo-clásica, ambient, lounge, celta y world music. En la actualidad cuenta con distintas secciones que desarrollan críticas de nuevos álbumes, noticias, biografías, eventos y conciertos o concursos. Cuenta con lectores de todo el mundo, alcanzando un promedio de visitas que ronda las 3000 diarias.
En 2010 Reviews New Age comenzó a organizar eventos musicales entre los que han destacado el I Encuentro Internacional de Pianistas del Mundo, o las Muestras Internacionales de Piano de 2011 y 2012, con conciertos de reputados artistas del panorama new age como William Ackerman (ganador de un premio Grammy y fundador de la compañía discográfica Windham Hill), Suzanne Ciani (ganadora del Globo de Oro y nominada en cinco ocasiones a los Premios Grammy) y Peter Kater (nominado en ocho ocasiones a los premios Grammy), entre otros.
Los mejores álbumes del año son galardonados con los premios RNA Awards, creados y patrocinados por Reviews New Age desde 2010.

## Producción de álbumes
El 10 de agosto de 2012 vio la luz la primera compilación producida por Reviews New Age con el título: The Best of Reviews New Age: The Piano. Masterizada por Joe Bongiorno en los estudios de grabación Piano Haven de Seattle, USA, el álbum presenta una cuidada selección de los mejores temas de piano de la música new age de los últimos cinco años, aunque cabe destacar que algunas de sus pistas se remontan hasta el año 2002. La masterización realizada permitió obtener un sonido consistente a pesar de la gran variedad de pianos utilizados en las grabaciones originales. Todos los temas incluyen únicamente este instrumento, existiendo una gran variedad de estilos que persiguen evocar en el oyente sentimientos muy diversos. Entre los artistas más veteranos del álbum se encuentran David Lanz, Wayne Gratz, David Nevue, Peter Kater o Danny Wright entre otros, mientras que las diecisiete pistas se completan con nuevos valores como Chad Lawson (pianista oficial en la giras de Julio Iglesias), Ralph Zurmühle, Philip Wesley, Doug Hammer, Lisa Downing, Julio Mazziotti, Joseph Akins, Joe Bongiorno, Michele McLaughlin, Mario López Santos, Matthew Mayer y Rocky Fretz.
El disco fue galardonado con el premio de Álbum del Año 2012 concedido por Solo Piano en la categoría Solo Piano Compilation. Del mismo modo, la prestigiosa MainlyPiano le concedió el título de Mejor Álbum del Año 2012. Además, la compilación también fue galardonada por la revista New Age Music World con sendos premios a Mejor Álbum de Solo Piano y a Mejor Álbum Instrumental del año.
En 2013 está prevista la salida al mercado discográfico de una segunda compilación. Siguiendo el patrón del primer álbum, en esta ocasión recogerá una selección con los temas más representativos de guitarra de la música new age de los últimos años, incluyendo a artistas como William Ackerman, Alex de Grassi, Keith Medley, Todd Boston, Damon Buxton o Si Hayden.
El fundador y actual director de Reviews New Age también produjo junto a Chad Lawson su disco The Space Between, que salió al mercado discográfico el 4 de junio de 2013.

## I Encuentro internacional de pianistas del mundo
Los días 12 y 16 de octubre de 2010 se celebró en Mallorca el Primer Encuentro Internacional de Pianistas del Mundo. Fue organizado por Reviews New Age y contó con las actuaciones de Lisa Downing, Rebecca Oswald, Suzanne Ciani, Julio Mazziotti y Mario López Santos.

## Muestras internacionales de piano
Aranda de Duero fue el destino elegido por Alejandro Clavijo y Reviews New Age para organizar la I Muestra Internacional de Piano, desarrollada durante los días 20 y 22 de octubre de 2011. En ella se dieron cita músicos de la talla de Chad Lawson (pianista oficial en las giras de Julio Iglesias), Suzanne Ciani (con 5 nominaciones a los Premios Grammy y ganadora del Globo de Oro), Mario López, Rocky Fretz (ganador en 2009 del premio al Mejor Álbum New Age de los prestigiosos Independent Music Awards) y William Ackerman (ganador de un premio Grammy). La muestra fue un éxito, acudiendo público de más de una veintena de provincias españolas.

En octubre de 2012 se celebró también en Aranda de Duero la II Muestra Internacional de Piano, organizada y promovida de nuevo por Reviews New Age, que en esta ocasión reunió a artistas como David Dorantes, Ralph Zurmühle, Peter Kater, Mario López Santos, Rocky Fretz y Chad Lawson, repitiendo estos tres últimos respecto al cartel de la edición anterior y cosechando el mismo éxito que su predecesora.

## Producción discográfica
- 2012 : The best of Reviews New Age: The Piano
- 2013 : The Space Between de Chad Lawson.
- 2013 : The Best of Reviews New Age: The Guitar

## Reconocimientos
- 2012 : Álbum del año 2012 concedido por Solo Piano en la categoría Solo Piano Compilation a la compilación The best of Reviews New Age: The Piano.[6]
- 2012 : Mejor álbum del año 2012 concedido por Mainly Piano ' al álbum The best of Reviews New Age: The Piano[4]
- 2012 : Mejor Álbum de Solo Piano del año concedido por New Age Music World al álbum The best of Reviews New Age: The Piano[7]
- 2012 : Mejor Álbum Instrumental del año concedido por New Age Music World al álbum The best of Reviews New Age: The Piano[7]